# UFC on ESPN: Overeem vs. Harris
UFC on ESPN: Overeem vs. Harris（ユーエフシー・オン・イーエスピーエヌ：オーフレイム・バーサス・ハリス、別名UFC on ESPN 8）は、アメリカ合衆国の総合格闘技団体「UFC」の大会の一つ。2020年5月16日、フロリダ州ジャクソンビルのバイスター・ベテランズ・メモリアル・アリーナで開催された。

## 大会概要
本大会ではアリスター・オーフレイムとウォルト・ハリスのヘビー級戦が組まれた。

## 試合結果

### プレリミナリーカード
第1試合 ヘビー級 5分3R
○  ホドリゴ・ナシメント・フェレイラ vs.  ドンテイル・メイエス ×
2R 2:05 リアネイキドチョーク
第2試合 女子フライ級 5分3R
○  コートニー・ケイシー vs.  マーラ・ロメロ・ボレラ ×
1R 3:36 腕ひしぎ十字固め
第3試合 フェザー級 5分3R
○  ネイト・ランドワー vs.  ダレン・エルキンス ×
3R終了 判定3-0（29-28、30-27、30-27）
第4試合 フェザー級 5分3R
○  ギガ・チカゼ vs.  アーウィン・リベラ ×
3R終了 判定3-0（30-26、30-27、30-27）
第5試合 ミドル級 5分3R
○  ケビン・ホランド vs.  アンソニー・ヘルナンデス ×
1R 0:39 TKO（パウンド）
第6試合 ウェルター級 5分3R
○  ミゲル・バエザ vs.  マット・ブラウン ×
2R 0:18 TKO（左フック）

### メインカード
第7試合 フェザー級 5分3R
○  ソン・ヤドン vs.  マルロン・ヴェラ ×
3R終了 判定3-0（29-28、29-28、29-28）
第8試合 ミドル級 5分3R
○  クリストフ・ヨトゥコ vs.  エリク・アンダース ×
3R終了 判定3-0（30-27、29-28、29-28）
第9試合 フェザー級 5分3R
○  ダン・イゲ vs.  エジソン・バルボーザ ×
3R終了 判定2-1（28-29、29-28、29-28）
第10試合 女子ストロー級 5分3R
○  クラウディア・ガデーリャ vs.  アンジェラ・ヒル ×
3R終了 判定2-1（28-29、29-28、29-28）
第11試合 ヘビー級 5分3R
○  アリスター・オーフレイム vs.  ウォルト・ハリス ×
2R 3:00 TKO（パウンド）

### 各賞
ファイト・オブ・ザ・ナイト：ソン・ヤドン vs. マルロン・ヴェラ
パフォーマンス・オブ・ザ・ナイト：ミゲル・バエザ、コートニー・ケイシー
各選手にはボーナスとして5万ドルが授与された。

### カード変更
負傷などによるカードの変更は以下の通り。